# Anders Limpar
Anders Limpar (ur. 24 września 1965 w Sztokholmie) – piłkarz szwedzki grający na pozycji bocznego pomocnika.

## Kariera klubowa
Limpar urodził się na przedmieściach Sztokholmu w gminie Solna w rodzinie o węgierskich korzeniach. Karierę piłkarską rozpoczął w klubie IF Brommapojkarna w 1981 roku debiutując w jego barwach w rozgrywkach drugiej ligi. W zespole tym Anders występował przez pięć pełnych sezonów i dopiero w 1986 roku trafił do pierwszej ligi, kiedy to podpisał kontrakt z Örgryte IS. Tam z kolei spędził trzy lata, a największym sukcesem było zajęcie 4. miejsca w lidze w 1988 roku. Latem tamtego roku Anders wyjechał do Szwajcarii by występować w zespole BSC Young Boys. W klubie z Berna nie osiągnął większych sukcesów i zaliczył 27 spotkań (zdobył też 7 goli). W 1989 roku został piłkarzem US Cremonese, włoskiego pierwszoligowca, dla którego strzelił 3 gole, ale pod koniec sezonu przeżył spadek do Serie B.
W 1990 roku kariera Limpara nabrała tempa, gdy 6 sierpnia podpisał kontrakt z angielskim Arsenalem. Klub ten zapłacił za 26-letniego wówczas Szweda milion funtów. W lidze zadebiutował 25 sierpnia w wygranym 3:0 spotkaniu z Wimbledonem. W całym sezonie 1990/1991 zaliczył 11 trafień będąc jednym z czołowych strzelców „The Gunners” i przyczynił się do wywalczenia tytułu mistrza Anglii. Rok później z Arsenalem zakończył rozgrywki ligowe na 4. pozycji, a w sezonie 1992/1993 zdobył z nim Puchar Ligi Angielskiej (2:1 w finale z Sheffield Wednesday). W sezonie 1993/1994 Arsenal zdobył Puchar Zdobywców Pucharów, ale Anders miał w tym mniejszy udział – odszedł z londyńskiego klubu w trakcie sezonu. W Arsenalu wystąpił 96 razy i strzelił 17 goli.
Limpar był bliski przejścia do Manchesteru City, ale ostatecznie za 1,6 miliona funtów trafił do Evertonu. W jego barwach swój pierwszy mecz rozegrał 26 marca, a „The Toffies” przegrali 0:1 z Tottenhamem Hotspur. W 1995 roku dotarł z Evertonem do finału Pucharu Anglii, a w nim Everton wygrał 1:0 z Manchesterem United po golu Paula Rideouta (Anders zaliczył asystę). W sezonie 1996/1997 Limpar zaliczył tylko dwa spotkania w barwach klubu z Liverpoolu i w styczniu 1997 został sprzedany za 100 tysięcy funtów do grającego w Division One Birmingham City.
W połowie 1997 roku Limpar wrócił do Szwecji. Przez półtora roku występował w stołecznym AIK Fotboll, w 1998 roku zdobywając mistrzostwo Szwecji. Na początku 1999 roku wyjechał do Stanów Zjednoczonych i został zawodnikiem zespołu Major League Soccer, Colorado Rapids. Spędził tam dwa sezony bez większych sukcesów. W 2001 roku przeszedł do Djurgårdens IF, ale nie rozegrał żadnego spotkania i powrócił do swojego pierwotnego klubu, IF Brommapojkarna, z którym wywalczył awans do drugiej ligi. W 2002 roku zakończył piłkarską karierę w wieku 37 lat.
| Sezon   | Klub              | Kraj              | Rozgrywki           | Mecze | Bramki |
| ------- | ----------------- | ----------------- | ------------------- | ----- | ------ |
| 1981    | IF Brommapojkarna | Szwecja           | Superettan          | 1     | 0      |
| 1982    | IF Brommapojkarna | Szwecja           | Superettan          | 17    | 9      |
| 1983    | IF Brommapojkarna | Szwecja           | Superettan          | 15    | 2      |
| 1984    | IF Brommapojkarna | Szwecja           | Superettan          | 20    | 6      |
| 1985    | IF Brommapojkarna | Szwecja           | Superettan          | 24    | 3      |
| 1986    | Örgryte IS        | Szwecja           | Allsvenskan         | 19    | 5      |
| 1987    | Örgryte IS        | Szwecja           | Allsvenskan         | 22    | 4      |
| 1988    | Örgryte IS        | Szwecja           | Allsvenskan         | 6     | 0      |
| 1988/89 | BSC Young Boys    | Szwajcaria        | Nationalliga A      | 25    | 6      |
| 1989/90 | BSC Young Boys    | Szwajcaria        | Nationalliga A      | 2     | 1      |
| 1989/90 | US Cremonese      | Włochy            | Serie B             | 24    | 3      |
| 1990/91 | Arsenal F.C.      | Anglia            | Division One        | 34    | 11     |
| 1991/92 | Arsenal F.C.      | Anglia            | Division One        | 29    | 4      |
| 1992/93 | Arsenal F.C.      | Anglia            | Premier League      | 23    | 2      |
| 1993/94 | Arsenal F.C.      | Anglia            | Premier League      | 10    | 0      |
| 1993/94 | Everton F.C.      | Anglia            | Premier League      | 9     | 0      |
| 1994/95 | Everton F.C.      | Anglia            | Premier League      | 27    | 2      |
| 1995/96 | Everton F.C.      | Anglia            | Premier League      | 28    | 3      |
| 1996/97 | Everton F.C.      | Anglia            | Premier League      | 2     | 0      |
| 1996/97 | Birmingham City   | Anglia            | Division One        | 4     | 0      |
| 1997    | AIK Fotboll       | Szwecja           | Allsvenskan         | 4     | 0      |
| 1998    | AIK Fotboll       | Szwecja           | Allsvenskan         | 18    | 2      |
| 1999    | Colorado Rapids   | Stany Zjednoczone | Major League Soccer | 18    | 2      |
| 2000    | Colorado Rapids   | Stany Zjednoczone | Major League Soccer | 18    | 1      |
| 2001    | Djurgårdens IF    | Szwecja           | Allsvenskan         | 0     | 0      |
| 2001    | IF Brommapojkarna | Szwecja           | 3. liga             | 9     | 2      |
| 2002    | IF Brommapojkarna | Szwecja           | Superettan          | 10    | 1      |

## Kariera reprezentacyjna
W reprezentacji Szwecji Limpar zadebiutował w 1987 roku. W 1990 roku został powołany przez selekcjonera Olle Nordina do kadry na mistrzostwa świata we Włoszech, na których wystąpił we dwóch grupowych meczach, przegranych po 1:2 z reprezentacją Brazylii i Szkocji.
W 1992 roku Limpar wystąpił na mistrzostwach Europy, których gospodarzem była Szwecja. Tam był podstawowym zawodnikiem zespołu. Zagrał w trzech grupowych meczach: z Francją (1:1), z Danią (1:0) oraz Anglią (2:1). W półfinale z Niemcami, wszedł na boisko w 60. minucie, ale nie zdołał zapobiec porażce 2:3, w efekcie czego Szwedzi wywalczyli brązowy medal. W 1994 roku Anders znalazł się w kadrze na mistrzostwa świata w USA, ale miał niewielki udział w zajęciu przez „Trzy Korony” 3. miejsca na świecie – zagrał tylko przez 11 minut meczu o 3. miejsce z Bułgarią (4:0). Karierę reprezentacyjną zakończył w 1996 roku. W kadrze narodowej wystąpił w 58 meczach i strzelił 6 goli.